# Chilecomadia valdiviana
Chilecomadia valdiviana là một loài bướm đêm thuộc họ Cossidae. Loài này có ở Argentina và Chile (from Atacama to Aisén).
Sải cánh dài 48–60 mm.
Ấu trùng ăn Nothofagus và Salix và được xem là loài gây hại cho các đồn điền Chilean Eucalyptus. Nó được ghi nhận hiện diện trên cây Eucalyptus globulus globulus, Eucalyptus nitens, Eucalyptus camaldulensis, Eucalyptus delegatensis và Eucalyptus viminalis.

## Hình ảnh

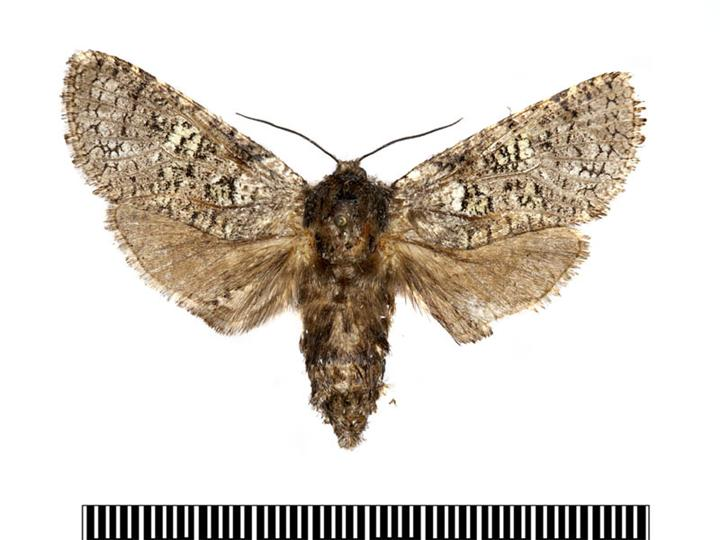
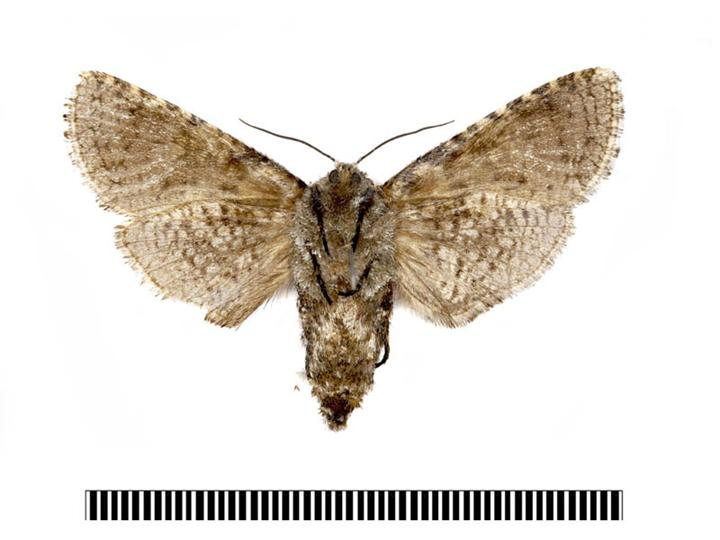